# Denali Park
Denali Park ist ein Ort und ein Census-designated place (CDP) im Denali Borough in Alaska in den Vereinigten Staaten. Das U.S. Census Bureau hat bei der Volkszählung 2020 eine Einwohnerzahl von 163 ermittelt.  
Das Gebiet liegt am George Parks Highway am Eingang zum Denali-Nationalpark. Dieser beherbergt den Denali, den mit 6194 Metern Höhe höchsten Berg des nordamerikanischen Kontinents.  

## Geschichte
Die Schaffung von Arbeitsplätzen im Denali-Nationalpark sowie der mit dem Park verbundene Tourismus trugen maßgeblich zur Besiedelung des Gebiets bei. Denali Park wird hauptsächlich in den Sommermonaten bewohnt, während der Hochsaison des Denali-Tourismus. Nur wenige Einwohner leben ganzjährig in dem Ort. Der Denali-Nationalpark ist ganzjährig geöffnet, jedoch wird nur in der Zeit von Mai bis Mitte September ein Busservice angeboten. Das im Gebiet liegende Hotel sowie fast alle Besucherzentren sind während der Wintermonate geschlossen. Seit 1980 wird Denali Park als ein census-designated place geführt.
Im Jahr 2015 wurde der vormalig McKinley Park genannte Ort parallel zur Umbenennung des Berges in Denali Park umbenannt.

## Wirtschaft und Infrastruktur
Der Denali-Nationalpark, die Toklat Ranger Station, Busse, Hotels, Lodgen, Restaurants, geführte Raftingtouren sowie andere touristische Aktivitäten bieten in der Hochsaison Arbeitsmöglichkeiten. Ganzjährige Beschäftigung bieten ein nahegelegenes Kohlenbergwerk, ein Elektrizitätswerk sowie der Schulbezirk. In dem Ort selbst gibt es keine staatliche Schule. Die medizinische Versorgung wird unter anderem von der Healy Health Clinic in Healy gewährleistet. Das Gebiet ist über den George Parks Highway an Anchorage und Fairbanks angeschlossen. Im Denali-Nationalpark stehen für den Flugverkehr drei Start- und Landebahnen zur Verfügung. Zusätzlich betreibt der U.S. Park Service eine Flugpiste in McKinley Park. Von Anchorage und Fairbanks aus fahren Busse in das Gebiet. Shuttlebusse in McKinley Park bieten Touren in den Nationalpark an. Ferner werden im Ort auch Flug- und Helikopter-Touren angeboten.